# Копійчана
Копійчана —  селище в Україні, у Черкаському районі Черкаської області, підпорядковане Кам'янській міській громаді. Розташоване на захід від районного центру — міста Кам'янки. Населення 61 чоловік (на 2001 рік).

## Персоналії
В селищі народився Мірошніченко Сергій Олесійович (* 12 жовтня 1912 — † 24 травня 1957) — Герой Радянського Союзу.